# 前田知好
前田 知好（まえだ ともよし、天正18年12月8日（1591年1月3日） - 寛永5年6月23日（1628年7月24日））は、安土桃山時代から江戸時代前期にかけての武将。前田利家の三男、母は利家側室の在（金晴院）。初名は利包（としかね）。通称は三九郎、修理。2度目の出家後は、有庵と号す。子女は前田好次（よしつぐ）、前田知辰（ともたつ）、前田辰正（たつまさ）。

## 経歴
天正18年（1591年）、加賀藩祖である前田利家の三男として誕生する。
慶長2年（1597年）に長兄・前田利長の命によって出家する。能登国の内乱である石動山合戦後に天平寺に入り、伽那院と号して別当職となるが、同9年（1604年）に還俗して前田利包と名乗る。同15年（1610年）、従兄（伯父・前田安勝の子）の前田利好が死去すると、無嗣のため名跡を継いで、1万3750石を知行して七尾小丸山城主（七尾城代）となった。知好は、利好の政策をほぼ踏襲し、能登島太間にかき取役を利好同様に安堵した。大坂の陣にも従軍する。
しかし、元和2年（1616年）、藩主を継いでいた弟の前田利光（のちの利常）が前藩主の長兄・利長の遺言を守らなかったことにより自身が優遇されなかったことを憂い、剃髪し有庵と号し、京の鞍馬山真勝院に隠棲した。寛永4年（1627年）4月、近江国宗沢寺に移る。寛永5年（1628年）、利光は知好を説得するための使者として前田利孝（利光・知好の弟）を派遣、知好もこれを了承して金沢に向かったが、近江国の道中で病となり、引き返して死去した。享年39。法名は大巖院殿有庵宗無大居士。
なお、小丸山城は一国一城令により廃城となった。城代の仕事は、小丸山地内に設けられた七尾町奉行に引き継がれた。